# Groupe international d'architecture prospective
Le Groupe international d'architecture prospective (GIAP)  est une association d'intellectuels dont de nombreux architectes fondée par Michel Ragon pour proposer un urbanisme prospectif et des architectures alternatives. 

## Fondation
Yona Friedman, Paul Maymont, Georges Patrix, Michel Ragon et Nicolas Schöffer se réunissent en mars 1965 pour fonder le Groupe international d'architecture prospective qui se propose de rassembler toutes les personnes préoccupées de recherches prospectives d'architecture et d'urbanisme.
Les premiers statuts définissent ainsi l'objet de l'association : réunir les chercheurs, dans le domaine de l'architecture et de l'urbanisme ; créer un lien entre ceux-ci, à une échelle internationale ; organiser des expositions de leurs œuvres et toute manifestation susceptible de rendre leurs travaux publics.
Walter Jonas et Ionel Schein sont rapidement contactés, portant ainsi à sept le nombre des membres fondateurs du GIAP.

## Manifeste de mai 1965
« L'explosion démographique, l'accélération spectaculaire des progrès techniques et scientifiques, l'augmentation constante du niveau de vie, la socialisation du temps, de l'espace et de l'art, l'importance croissante des loisirs, l'importance des facteurs temps et vitesse dans les notions de communications, font éclater les structures traditionnelles de la société. Nos villes, notre territoire ne sont plus adaptés à ces transformations. Il devient urgent de prévoir et d'organiser l'avenir au lieu de le subir. Le GIAP a pour but de rassembler tous ceux, techniciens, artistes, sociologues et spécialistes divers qui recherchent des solutions urbanistiques et architecturales nouvelles. Le GIAP veut être un lien entre les chercheurs de tous les pays, même si leurs thèses sont parfois opposées. Le GIAP n'a donc pour l'instant d'autre doctrine que la prospective architecturale. CONTRE une architecture rétrospective. POUR une architecture prospective. »

## Les activités du GIAP
Les fondateurs sont rapidement rejoints par les architectes Jean-Claude Bernard, concepteur du quartier de l'Horloge à Paris, Yona Friedman, Pascal Haüsermann, Claude Costy, Jean-Louis Chanéac, Manfredi Nicoletti, Édouard Utudjian, René Sarger, Biro & Fernier et Guy Rottier, les artistes Pierre Székely, Victor Vasarely, James Guitet et Mathias Goeritz, l'ingénieur Abraham Moles, le metteur en scène Jacques Polieri et l'économiste Jean Fourastié.
Durant les années universitaires 1965-1966 et 1966-1967, le GIAP organise une vingtaine de conférences et des expositions sur les travaux de ses membres.